# Salcia, Prahova
Salcia là một xã thuộc hạt Prahova, România. Dân số thời điểm năm 2002 là 1209 người.